# Roberto De Zerbi
Roberto De Zerbi (phát âm tiếng Ý: [roˈbɛrto de dˈdzɛrbi], sinh ngày 6 tháng 6 năm 1979) là một huấn luyện viên bóng đá và cựu cầu thủ bóng đá chuyên nghiệp người Ý hiện đang là huấn luyện viên trưởng của câu lạc bộ Olympique de Marseille tại Ligue 1.

## Sự nghiệp cầu thủ
De Zerbi bắt đầu sự nghiệp chuyên nghiệp của mình tại AC Milan. Ông đã gắn bó bốn mùa giải dưới dạng cho mượn tại các câu lạc bộ hạng thấp hơn từ Serie B đến Serie C2. Ông đã dành mùa giải Serie C1 1999–2000 tại Como cùng với Alberto Comazzi và Luca Saudati của Milan. Vào tháng 6 năm 2002, Milan đã mua lại De Zerbi từ Salernitana, và sau đó bán ông cho Foggia.
De Zerbi đã ký hợp đồng với câu lạc bộ Serie B Napoli từ Catania với giá 2,5 triệu euro vào năm 2006 và gắn bó ba mùa giải tiếp theo dưới dạng cho mượn tại các câu lạc bộ Brescia, Avellino và CFR Cluj.
Vào ngày 8 tháng 2 năm 2010, Napoli thông báo về việc chuyển nhượng cho mượn De Zerbi đến câu lạc bộ Liga I của România là CFR Cluj, với thỏa thuận được thực hiện vĩnh viễn vào ngày 31 tháng 8 năm 2010 theo hợp đồng có thời hạn ba năm.
De Zerbi từ giã sự nghiệp cầu thủ của mình vào năm 2013 sau thời gian chơi trong màu áo Trento.

## Thống kê sự nghiệp huấn luyện
Tính đến 4 tháng 10 năm 2024
| Đội                    | Từ                   | Đến                  | Thống kê | Thống kê | Thống kê | Thống kê | Thống kê |
| Đội                    | Từ                   | Đến                  | Trận     | T        | H        | B        | % thắng  |
| ---------------------- | -------------------- | -------------------- | -------- | -------- | -------- | -------- | -------- |
| Darfo Boario           | 19 tháng 11 năm 2013 | 30 tháng 6 năm 2014  | 22       | 5        | 5        | 12       | 022,73   |
| Foggia                 | 1 tháng 7 năm 2014   | 14 tháng 8 năm 2016  | 91       | 47       | 25       | 19       | 051,65   |
| Palermo                | 6 tháng 9 năm 2016   | 30 tháng 11 năm 2016 | 13       | 1        | 3        | 9        | 007,69   |
| Benevento              | 23 tháng 10 năm 2017 | 30 tháng 6 năm 2018  | 29       | 6        | 3        | 20       | 020,69   |
| Sassuolo               | 1 tháng 7 năm 2018   | 24 tháng 5 năm 2021  | 120      | 43       | 36       | 41       | 035,83   |
| Shakhtar Donetsk       | 25 tháng 5 năm 2021  | 11 tháng 7 năm 2022  | 30       | 20       | 5        | 5        | 066,67   |
| Brighton & Hove Albion | 18 tháng 9 năm 2022  | 30 tháng 6 năm 2024  | 89       | 38       | 22       | 29       | 042,70   |
| Marseille              | 1 tháng 7 năm 2024   | nay                  | 7        | 4        | 2        | 1        | 057,14   |
| Tổng cộng              | Tổng cộng            | Tổng cộng            | 401      | 164      | 101      | 136      | 040,90   |

## Danh hiệu

### Cầu thủ
CFR Cluj
- Liga I: 2009–10, 2011–12
- Cúp bóng đá România: 2009–10

### Huấn luyện viên
Foggia
- Coppa Italia Lega Pro: 2015–16

Shakhtar Donetsk
- Siêu cúp bóng đá Ukraina: 2021